# Natale Amprimo
Natale Juan Camilo Amprimo Pla (San Isidro, 24 de junio de 1965) es un abogado constitucionalista y político peruano. Fue congresista de la república durante el periodo 2001-2006.

## Biografía
Nació en el Distrito de San Isidro, ubicado en la ciudad de Lima, el 24 de junio de 1965. Es hijo de Orazio Amprimo y de Estrella Pla. 
Estudió en el Colegio San Agustín, de clase alta, de la ciudad de Lima y luego ingresó a la Universidad de Lima en la cual estudió la carrera de Derecho y Ciencias políticas. En dicha casa de estudios se graduó como bachiller y obtuvo su título de Abogado.
Realizó estudios de Administración Municipal y Regional en la Universidad de Haifa en Israel donde fue becado. Desde 1991 es catedrático en la  Facultad de Derecho de la Universidad de Lima, donde tiene a su cargo el curso de Derecho Constitucional III. Cuenta con un despacho de abogados propio; entre sus clientes a destacar se encuentran: el Arzobispado de Lima y Cementos Lima. De la misma forma, fue abogado y vocero del exalcalde de Lima, Alberto Andrade.

## Carrera política
Natale Amprimo se inicia en la política cuando desde muy joven fue militante del Partido Popular Cristiano.
Postuló como regidor por el PPC en 1986 y luego por el Frente Democrático en 1989. Luego en las elecciones parlamentarias de 1995, postuló al Congreso de la República sin éxito.
En 1996 formó parte del equipo de asesores de la Municipalidad Metropolitana de Lima y cobró notoriedad defendiendo los intereses del Estado en el Caso Lucchetti, firma chilena de fideos que contó con la venia de Alberto Fujimori y Vladimiro Montesinos para construir una fábrica en la zona reservada de Los Pantanos de Villa.
Amprimo terminó renunciando al Partido Popular Cristiano en 1997 y se acercó al partido Somos Perú de Alberto Andrade cuando este era alcalde de la ciudad de Lima. Fue también personero legal del partido.

### Congresista de la República
En las elecciones parlamentarias del año 2001, Amprimo es invitado por Somos Perú como candidato al Congreso de la República por la lista de Lima Metropolitana con el número 2. Resultó luego elegido como congresista de la república con 30,100 votos para el periodo parlamentario 2001-2006.
Durante su labor en el legislativo, fue presidente de la Comisión de Transportes, Comunicaciones, Vivienda y Construcción (2001-2002), durante cuya gestión se elaboró el proyecto de Ley de Radio y Televisión. También integró la Comisión de Constitución, Reglamento y Acusaciones Constitucionales (2003-2004), en la que presidió el grupo de trabajo encargado del Capítulo referido a los Organismos Electorales para el proyecto de Reforma Constitucional. Asimismo, fue cuarto vicepresidente de la Mesa Directiva presidida por Carlos Ferrero Costa (2002-2003) y luego primer vicepresidente en la Mesa Directiva presidida por Ántero Flores-Aráoz (2004-2005).
Durante una entrevista en el programa América Noticias en el año 2002, Amprimo fue víctima de insultos y de amenazas por parte del entonces congresista Rafael Rey.

### Candidato Presidencial en 2006
En las elecciones generales del 2006, Amprimo fue convocado por César Acuña para que fuese su candidato presidencial por Alianza para el Progreso, sin embargo quedó en séptimo lugar de las preferencias. Durante la segunda vuelta presidencial, Amprimo decidió apoyar la candidatura de Alan García del Partido Aprista Peruano.
Natale Amprimo luego ejerció como presidente de la Comisión Legal de la Federación Peruana de Fútbol durante la gestión del hoy condenado Edwin Oviedo. También abogó por el Arzobispado de Lima, cuando era liderado por Juan Luis Cipriani, en el juicio con la Pontificia Universidad Católica del Perú y en la actualidad es defensor de la remoción a los miembros de la Junta Nacional de Justicia promovida por el fujimorismo.